# Olympia-Stadion (Berlins tunnelbana)
Olympia-Stadion är en tunnelbanestation i Berlins tunnelbana som öppnades 8 juni 1913 under namnet Stadion. Stationen trafikeras av linje U2.

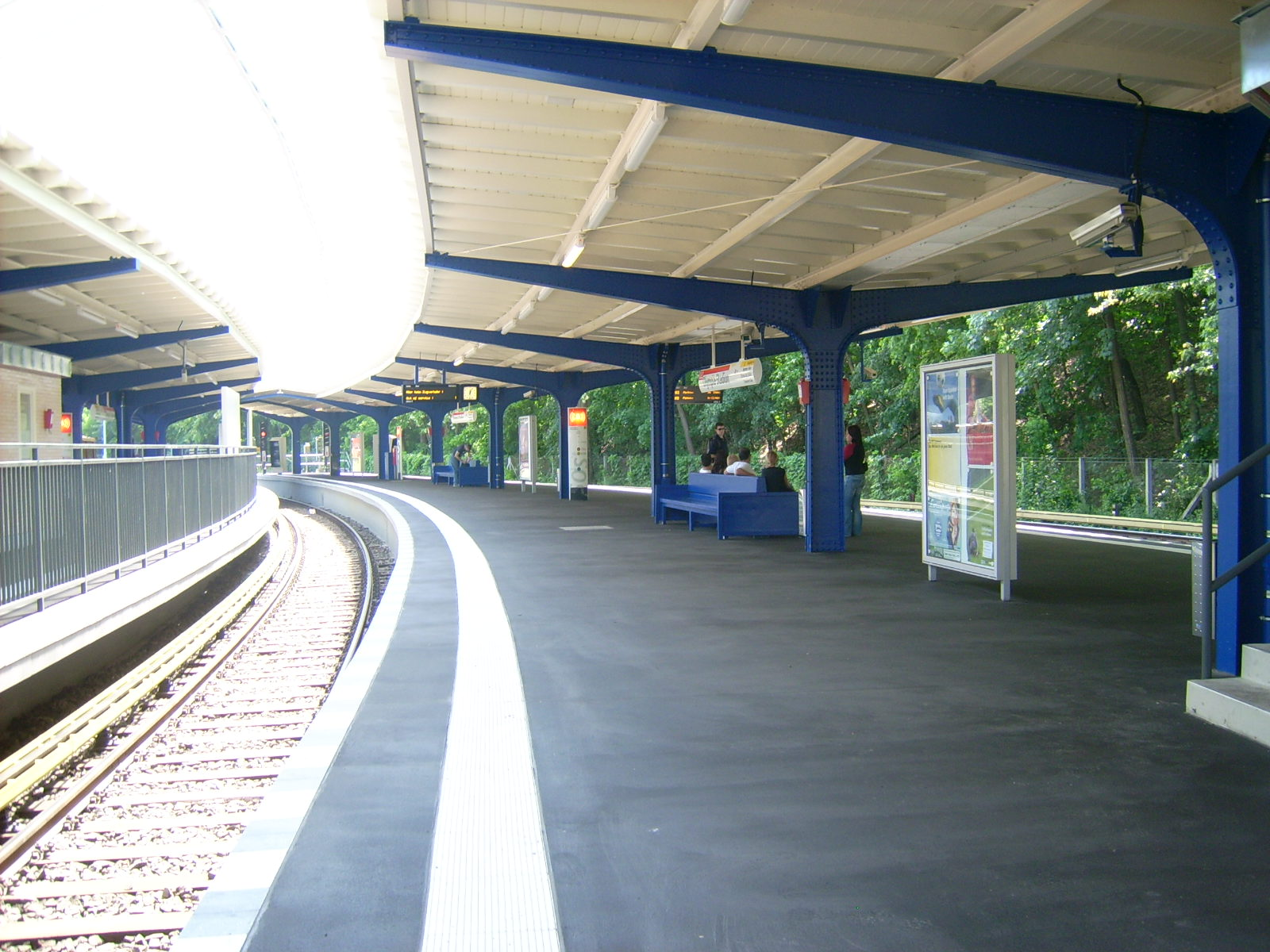
Perrongerna
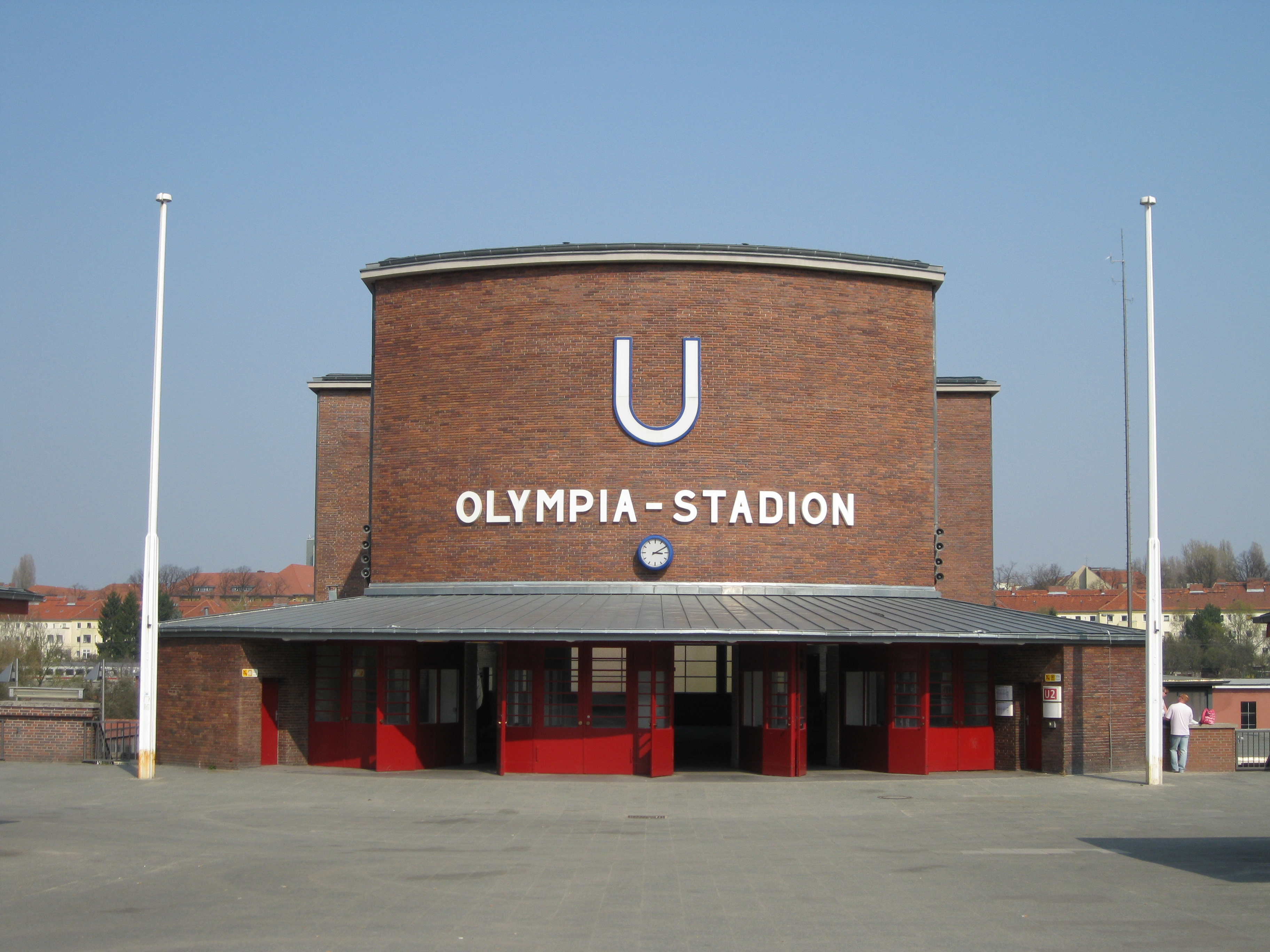
Alfred Grenander skapade ingångshallen till stationen Olympia-Stadion
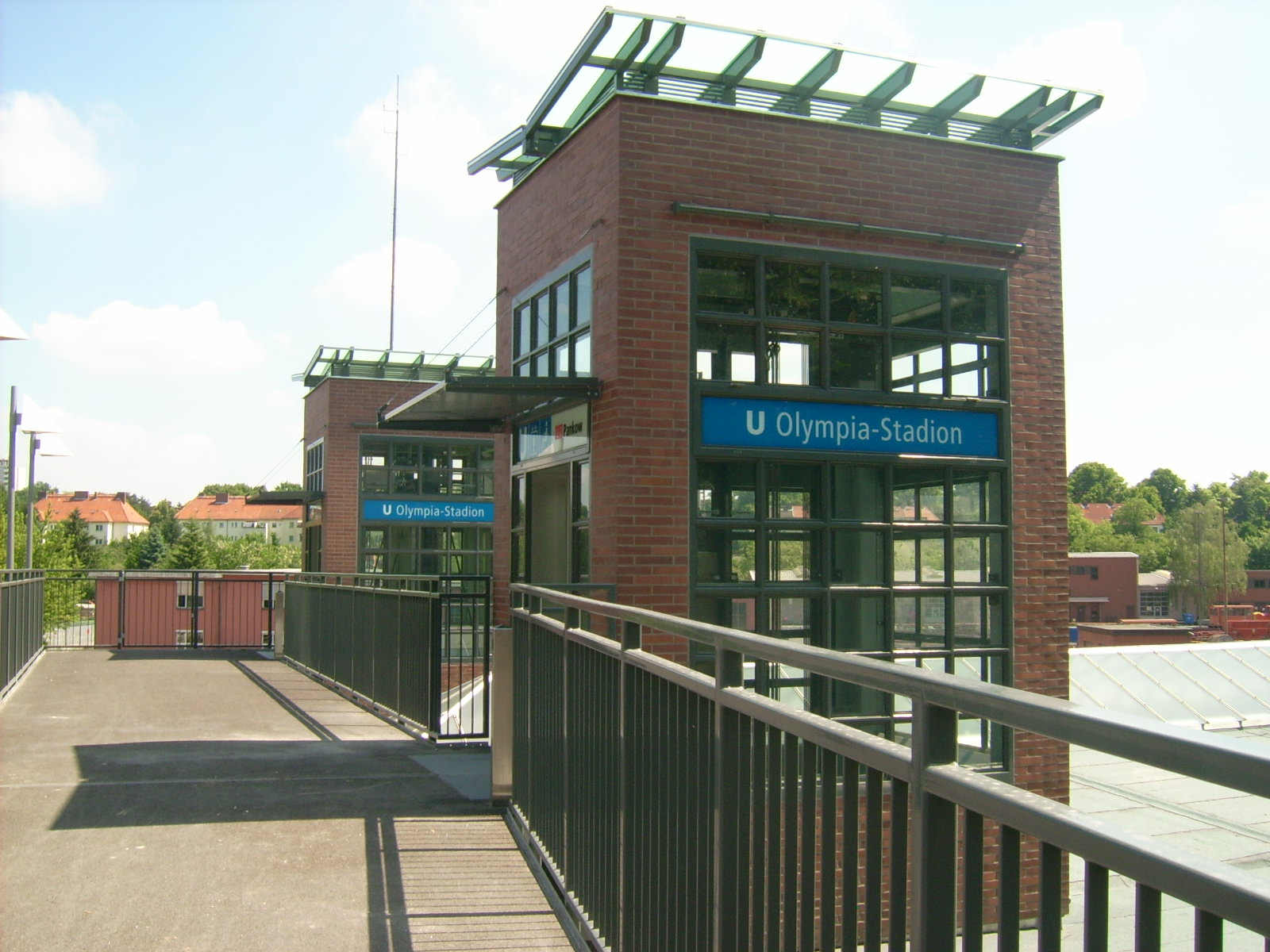
Hissar till perrongerna
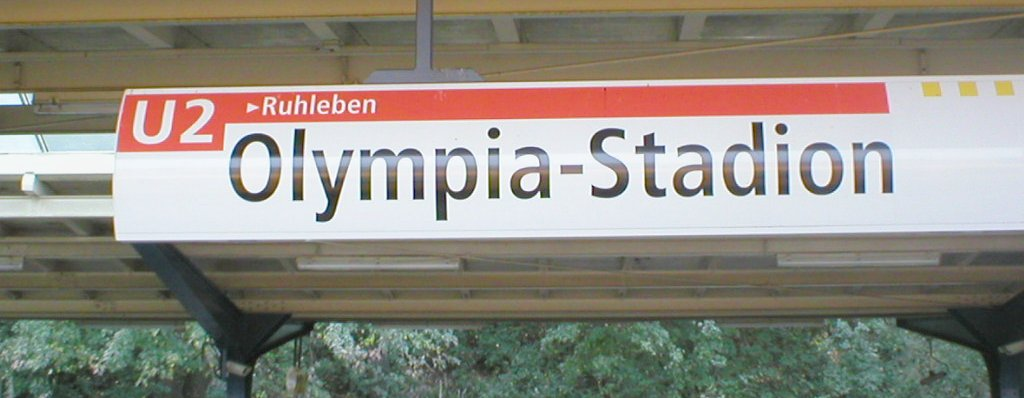
Olympia-Stadions stationsskylt.